# 7 Kaiser

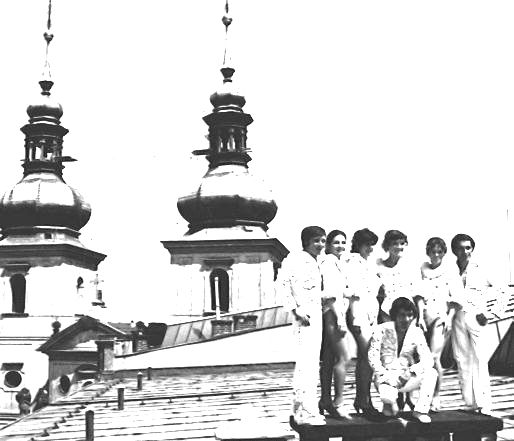
Provazochodecká a akrobatická skupina „7 Kaiser“

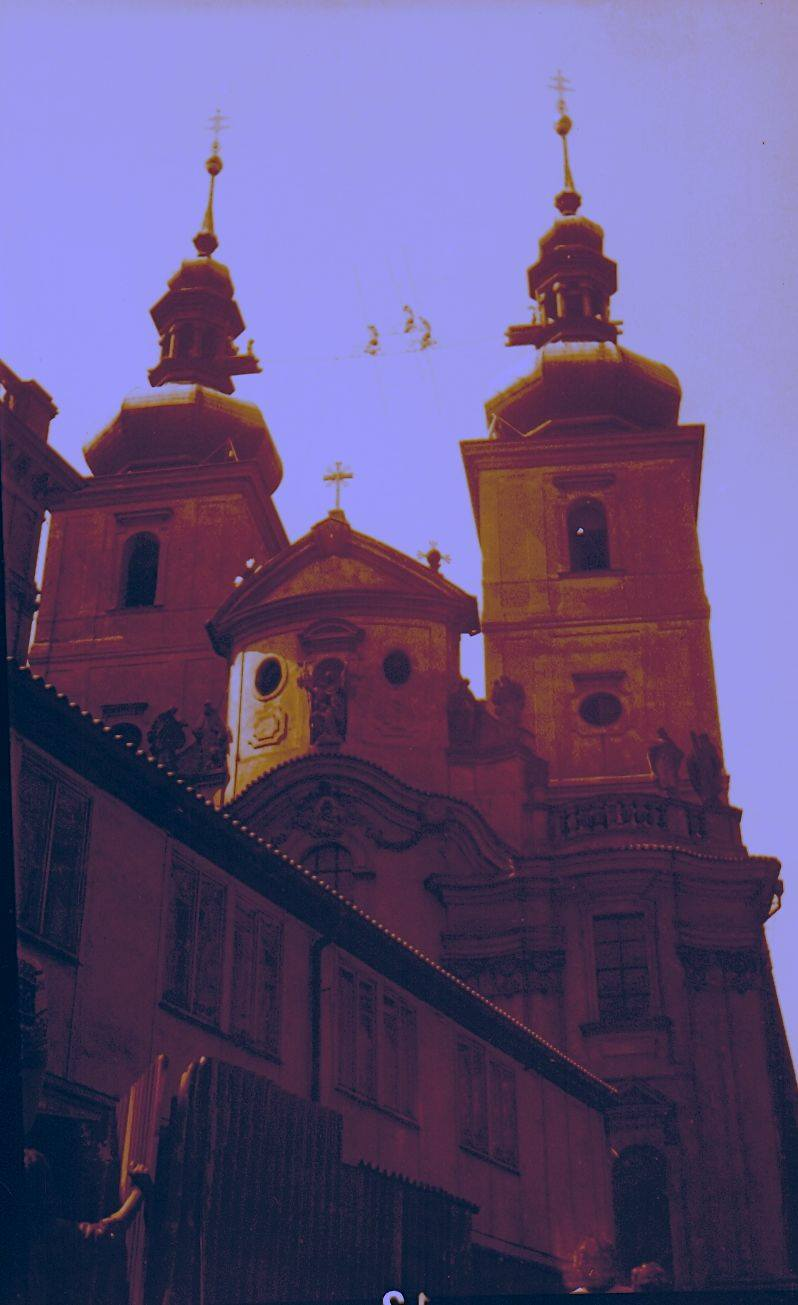
Pyramida na 3 kolech mezi věžemi kostela sv. Havla v Praze – Artur, Ladislav, Karel Kaiserovi

7 Kaiser byla česká provazochodecká a akrobatická skupina, kterou tvořili sourozenci Artur, Karel, Ladislav, Jindra a Marcela Kaiserovi, a dále manželka Artura Kaisera Marta a manželka Ladislava Kaisera Dana.

## Vystoupení

### Gala program v katowické hale
Ve dnech 27. prosince 1973 až 15. března 1974 vystupovala skupina 7 Kaiser v cirkusové Gala show, kterou produkoval cirkus Carl Althof v hale Spodek v polských Katovicích.  Program byl souběžně předváděn v manéži a na několika pódiích, kde se střídali artisté a vystoupení se zvířaty z celého světa. V galashow účinkovalo 450 umělců z osmnácti zemí a 320 zvířat.

### Vystoupení mezi věžemi kostela sv. Havla
Vrcholným výkonem bylo vystoupení 31. července 1982 na laně mezi věžemi kostela sv. Havla v Praze. Mezi věžemi kostela bylo předvedeno vystoupení, které obsahovalo tyto výkony:
- pyramida tří žen – Dana Kaiserová, Marta Kaiserová, nahoře Jindra Kaiserová
- jízda na jednokolce s dalším akrobatem na ramenou a postavení na ramenou – Ladislav Kaiser, nahoře Marcela Kaiserová
- jízda na vysoké jednokolce – Ladislav Kaiser
- pyramida 3 mužů na kolech – Artur Kaiser, Ladislav Kaiser, nahoře Karel Kaiser
- přechod se zavázanýma očima – Ladislav Kaiser

Toto vystoupení bylo určeno pro americký televizní pořad „You asked for it“.

### Pyramida 7 lidí na vysokém laně
V roce 1982 skupina 7 Kaiser během svého tréninkového soustředění na Moravě vytvořila pyramidu sedmi lidí, výhradně ze členů přímé rodiny. Tato pyramida, složená převážně z žen, je dosud jediná v historii provazochodectví.[zdroj?] Ostatní pyramidy 7 lidí na laně předváděli a předvádí především muži.
S touto pyramidou v červenci a v srpnu 1983 skupina vystupovala v amfiteátru Akron v řeckých Athénách. Spolu s Kaiserovými na této řecké scéně vystupovali řečtí umělci, např. zpěváci Giannis Poulopoulos, Bessy Argyraki, Nikos Nomikos.

### Arena der Sensationen
V listopadu 1983 skupina vystupovala na přehlídce cirkusového umění „Arena der Sensationen“ v Dortmundu ve Westfalen hale. Mimo vystoupení na vysokém laně byla skupina angažována s dalšími 2 vystoupeními:
- tuplovaná hrazda – sestry Jindra a Marcela Kaiserovi pod uměleckým jménem „Marcela und Heny“
- loping smrti – bratři Artur a Ladislav Kaiserovi pod uměleckým jménem „Duo Arthuro“[6]

## Pokračovatelé rodinné tradice
V provazochodecké rodinné tradici pokračují sourozenci Stanislava, Viktor a Ladislav Kaiserovi – děti Ladislava a Dany Kaiserových. Dále pak jejich vnuk, Viktor Kaiser ml., syn Viktora Kaisera, vnučka Veronika Trantinová (dcera Stanislavy Trantinové) a vnuk Ladislav Kaiser ml., syn Ladislava Kaisera.

## Galerie

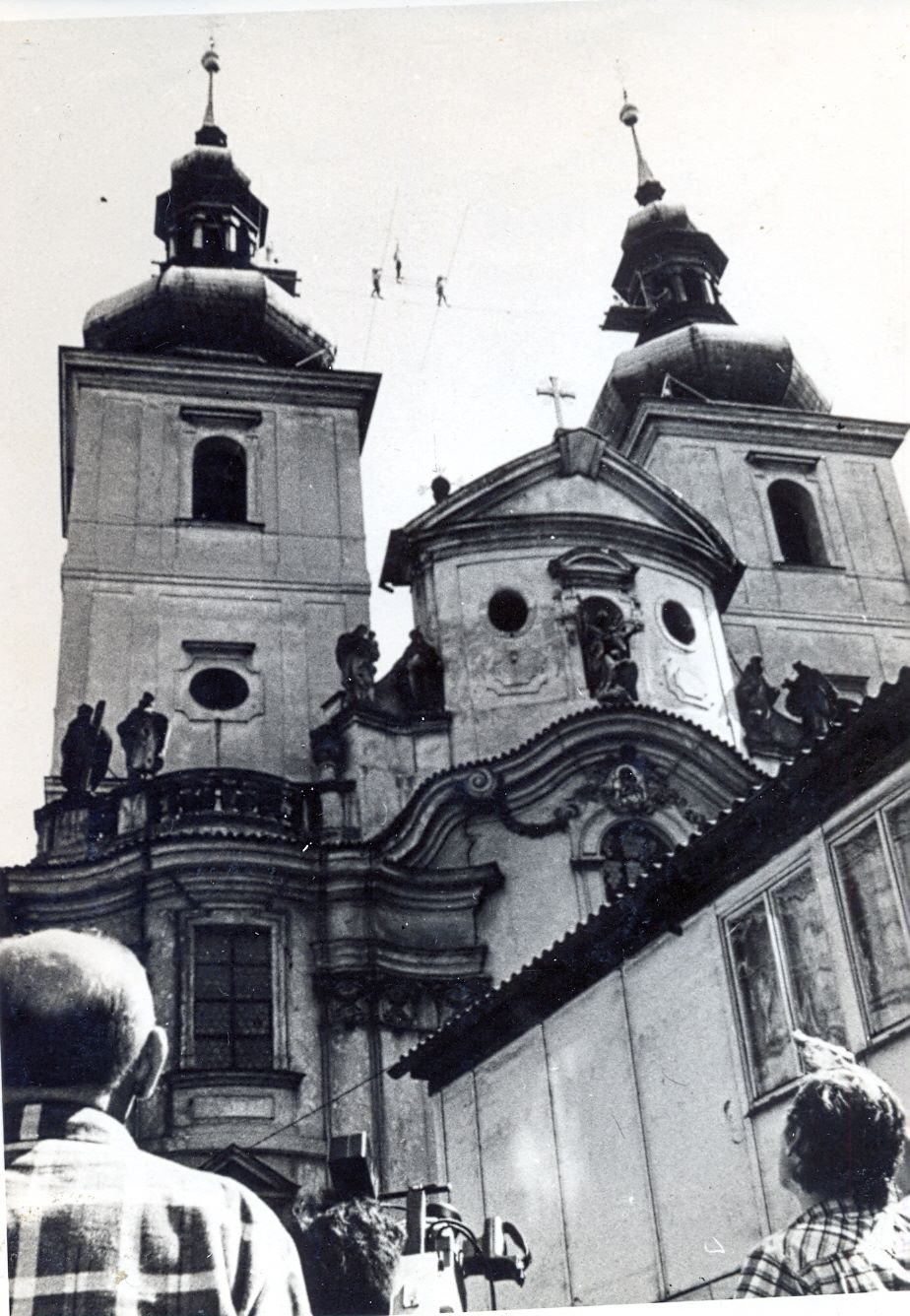
Pyramida Dana, Marta a Jindra Kaiserovi – mezi věžemi kostela sv. Havla
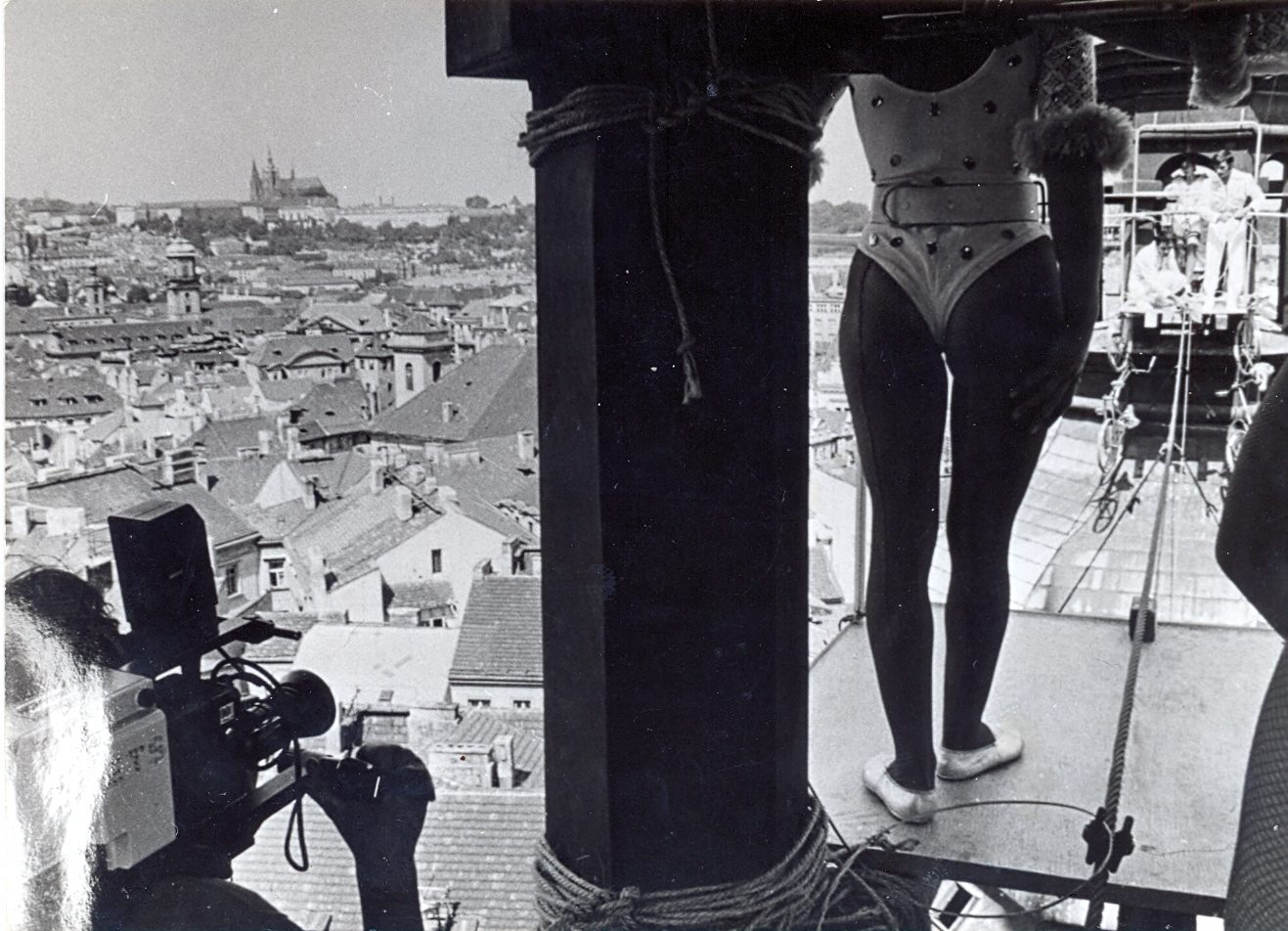
Pohled na Prahu z vystoupení „7 Kaiser“ z věže kostela sv. Havla
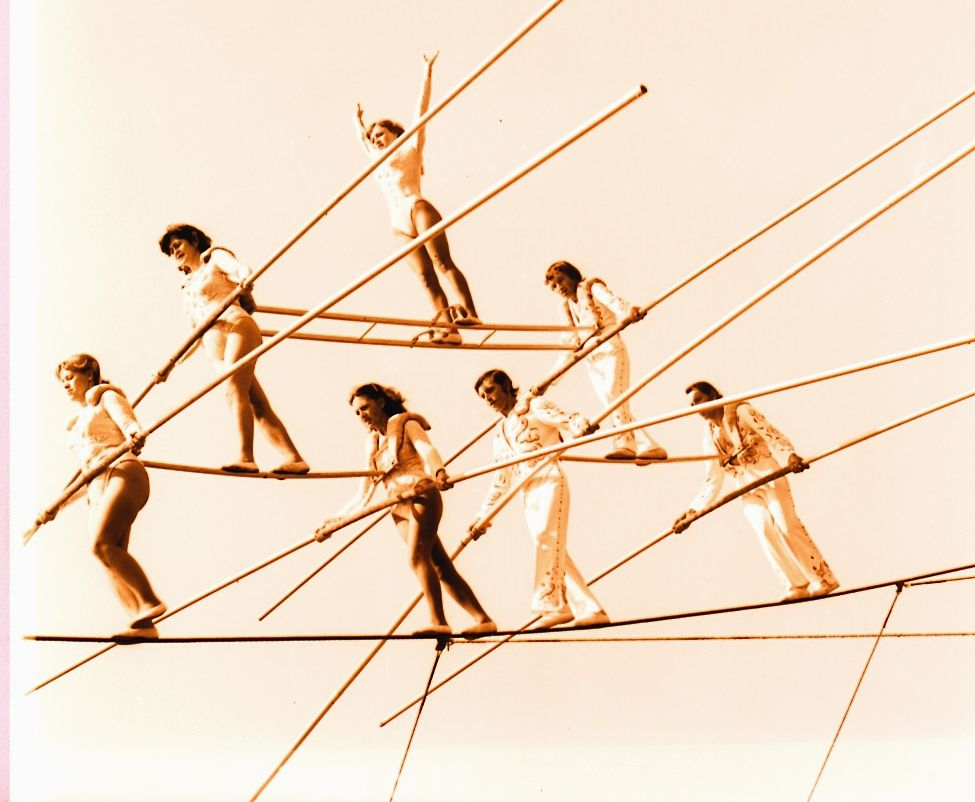
Pyramida 7 Kaiser na vysokém laně
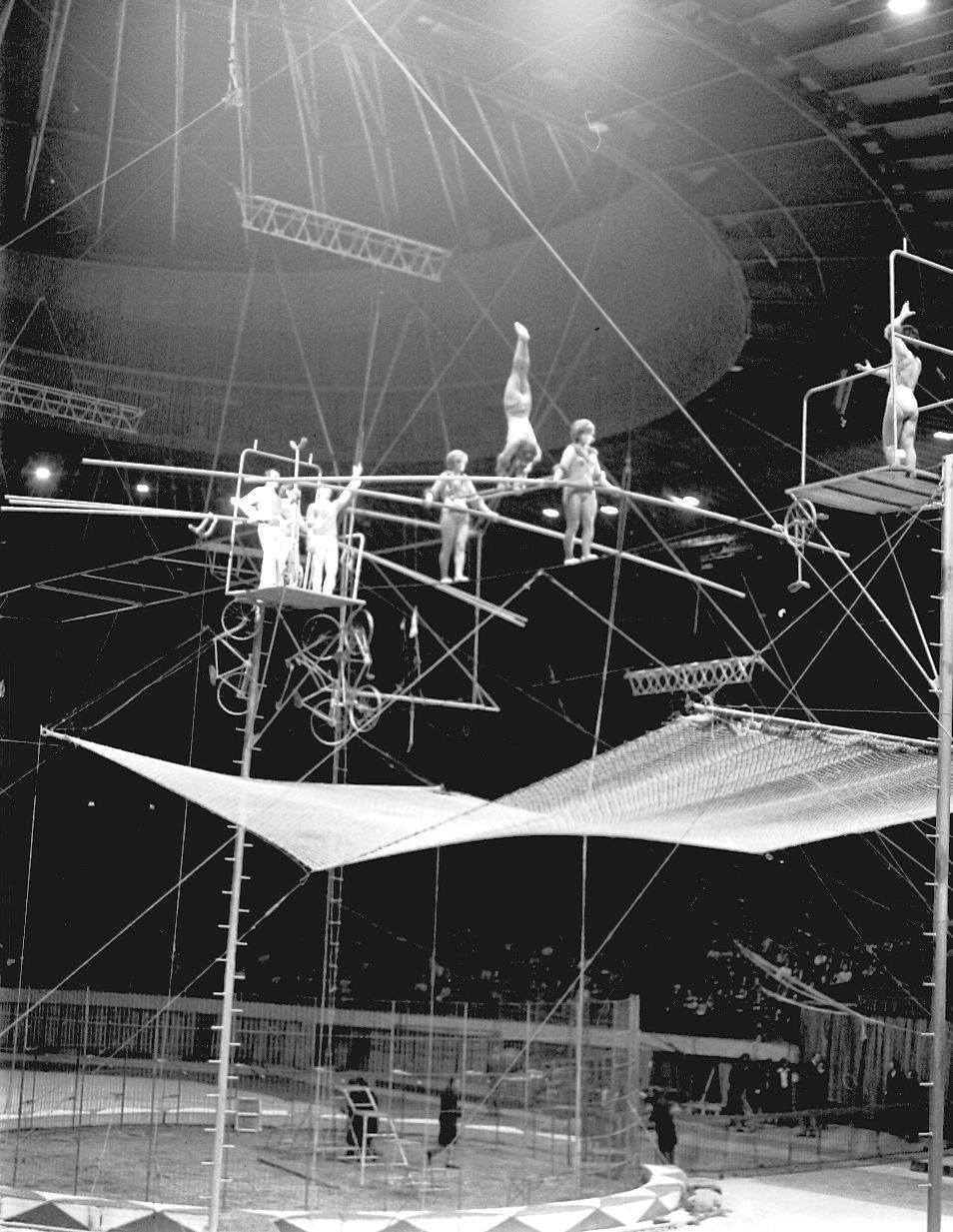
Pyramida se stojkou na vysokém laně – Dana, Jindra a Marta Kaiserovi, hala Spodek Katowice 1973